# Eleições presidenciais portuguesas de 2016 no distrito de Santarém
| Eleições presidenciais portuguesas de 2016 Distritos: Aveiro \| Beja \| Braga \| Bragança \| Castelo Branco \| Coimbra \| Évora \| Faro \| Guarda \| Leiria \| Lisboa \| Portalegre \| Porto \| Santarém \| Setúbal \| Viana do Castelo \| Vila Real \| Viseu \| Açores \| Madeira \| Estrangeiro |

## Resultados por Concelho
Os resultados nos concelhos do Distrito de Santarém foram os seguintes:

### Abrantes
| Candidato               | Candidato                | Votos  | %               |
| ----------------------- | ------------------------ | ------ | --------------- |
|                         | Marcelo Rebelo de Sousa  | 7 745  | 45,24 / 100,00  |
|                         | António Sampaio da Nóvoa | 4 630  | 27,04 / 100,00  |
|                         | Marisa Matias            | 2 198  | 12,84 / 100,00  |
|                         | Maria de Belém Roseira   | 912    | 5,33 / 100,00   |
|                         | Edgar Silva              | 560    | 3,27 / 100,00   |
|                         | Vitorino Silva           | 521    | 3,04 / 100,00   |
|                         | Paulo de Morais          | 304    | 1,78 / 100,00   |
|                         | Henrique Neto            | 147    | 0,86 / 100,00   |
|                         | Cândido Ferreira         | 58     | 0,34 / 100,00   |
|                         | Jorge Sequeira           | 46     | 0,27 / 100,00   |
| Votos Inválidos         | Votos Inválidos          | 364    | 2,09 / 100,00   |
| Total                   | Total                    | 17 485 | 100,00 / 100,00 |
| Eleitorado/Participação | Eleitorado/Participação  | 34 063 | 51,33 / 100,00  |

| Freguesia                                       | %     | %     | %     | %    | %    | %    | %    | %    | %    | %    | Votantes |
| Freguesia                                       | MRS   | ASN   | MM    | MBR  | ES   | VS   | PM   | HN   | CF   | JS   | Votantes |
| ----------------------------------------------- | ----- | ----- | ----- | ---- | ---- | ---- | ---- | ---- | ---- | ---- | -------- |
| Abrantes e Alferrarede                          | 50,54 | 25,28 | 11,68 | 3,89 | 2,38 | 2,99 | 2,02 | 0,78 | 0,29 | 0,16 | 7 480    |
| Aldeia do Mato e Souto                          | 77,98 | 8,85  | 3,29  | 2,47 | 2,67 | 1,85 | 0,82 | 0,41 | 0,82 | 0,82 | 500      |
| Alvega e Concavada                              | 38,68 | 26,54 | 14,40 | 9,26 | 4,42 | 3,09 | 1,75 | 1,13 | 0,10 | 0,62 | 983      |
| Bemposta                                        | 38,50 | 27,89 | 15,14 | 8,34 | 2,38 | 4,41 | 1,07 | 1,31 | 0,72 | 0,24 | 855      |
| Carvalhal                                       | 50,56 | 19,72 | 13,06 | 6,94 | 1,39 | 6,11 | 1,11 | 0,28 | 0,28 | 0,56 | 379      |
| Fontes                                          | 63,16 | 14,39 | 4,91  | 8,42 | 0,35 | 4,91 | 0,70 | 1,40 | 0,70 | 1,05 | 293      |
| Martinchel                                      | 55,60 | 18,92 | 12,36 | 5,41 | 0,77 | 3,86 | 1,16 | 1,16 | 0    | 0,77 | 267      |
| Mouriscas                                       | 45,01 | 26,40 | 13,75 | 4,99 | 4,50 | 1,95 | 1,46 | 1,22 | 0,12 | 0,61 | 844      |
| Pego                                            | 31,57 | 35,96 | 15,28 | 5,49 | 4,70 | 3,10 | 1,90 | 1,00 | 0,90 | 0,10 | 1 024    |
| Rio de Moinhos                                  | 50,38 | 22,16 | 13,07 | 4,92 | 2,65 | 3,41 | 1,70 | 0,95 | 0    | 0,76 | 543      |
| São Facundo e Vale das Mós                      | 26,89 | 35,41 | 19,59 | 7,84 | 4,59 | 2,97 | 1,76 | 0,68 | 0    | 0,27 | 751      |
| São Miguel do Rio Torto e Rossio ao Sul do Tejo | 37,41 | 31,32 | 14,18 | 6,76 | 4,45 | 2,81 | 1,69 | 0,92 | 0,41 | 0,05 | 1 992    |
| Tramagal                                        | 37,24 | 33,18 | 13,53 | 5,15 | 5,35 | 2,45 | 2,00 | 0,64 | 0,32 | 0,13 | 1 574    |
| Abrantes                                        | 45,24 | 27,04 | 12,84 | 5,33 | 3,27 | 3,04 | 1,78 | 0,86 | 0,34 | 0,27 | 17 485   |

### Alcanena
| Candidato               | Candidato                | Votos  | %               |
| ----------------------- | ------------------------ | ------ | --------------- |
|                         | Marcelo Rebelo de Sousa  | 3 349  | 53,44 / 100,00  |
|                         | António Sampaio da Nóvoa | 1 305  | 20,82 / 100,00  |
|                         | Marisa Matias            | 653    | 10,42 / 100,00  |
|                         | Maria de Belém Roseira   | 280    | 4,47 / 100,00   |
|                         | Edgar Silva              | 261    | 4,16 / 100,00   |
|                         | Vitorino Silva           | 234    | 3,73 / 100,00   |
|                         | Paulo de Morais          | 93     | 1,48 / 100,00   |
|                         | Henrique Neto            | 49     | 0,78 / 100,00   |
|                         | Cândido Ferreira         | 23     | 0,37 / 100,00   |
|                         | Jorge Sequeira           | 20     | 0,32 / 100,00   |
| Votos Inválidos         | Votos Inválidos          | 156    | 2,43 / 100,00   |
| Total                   | Total                    | 6 423  | 100,00 / 100,00 |
| Eleitorado/Participação | Eleitorado/Participação  | 12 538 | 51,23 / 100,00  |

| Freguesia                       | %     | %     | %     | %    | %    | %    | %    | %    | %    | %    | Votantes |
| Freguesia                       | MRS   | ASN   | MM    | MBR  | ES   | VS   | PM   | HN   | CF   | JS   | Votantes |
| ------------------------------- | ----- | ----- | ----- | ---- | ---- | ---- | ---- | ---- | ---- | ---- | -------- |
| Alcanena e Vila Moreira         | 45,96 | 24,04 | 12,47 | 4,89 | 5,38 | 4,48 | 1,35 | 0,67 | 0,36 | 0,40 | 2 284    |
| Bugalhos                        | 44,14 | 28,51 | 10,34 | 6,44 | 2,30 | 4,14 | 0,69 | 1,61 | 1,15 | 0,69 | 446      |
| Malhou, Louriceira e Espinheiro | 38,18 | 28,52 | 12,27 | 7,73 | 4,89 | 6,14 | 1,48 | 0,11 | 0,45 | 0,23 | 905      |
| Minde                           | 67,57 | 13,38 | 8,69  | 2,12 | 2,25 | 2,57 | 1,87 | 1,03 | 0,19 | 0,32 | 1 585    |
| Moitas Venda                    | 64,43 | 17,78 | 7,39  | 2,54 | 1,62 | 3,70 | 2,08 | 0,23 | 0,23 | 0    | 452      |
| Monsanto                        | 49,60 | 24,80 | 10,40 | 3,73 | 4,27 | 4,27 | 1,33 | 1,33 | 0    | 0,27 | 380      |
| Serra de Santo António          | 78,06 | 4,44  | 4,44  | 4,72 | 0,83 | 4,72 | 1,11 | 1,11 | 0,56 | 0    | 371      |
| Alcanena                        | 53,44 | 20,82 | 10,42 | 4,47 | 4,16 | 3,73 | 1,48 | 0,78 | 0,37 | 0,32 | 6 423    |

### Almeirim
| Candidato               | Candidato                | Votos  | %               |
| ----------------------- | ------------------------ | ------ | --------------- |
|                         | Marcelo Rebelo de Sousa  | 3 989  | 45,51 / 100,00  |
|                         | António Sampaio da Nóvoa | 2 367  | 27,01 / 100,00  |
|                         | Marisa Matias            | 906    | 10,34 / 100,00  |
|                         | Maria de Belém Roseira   | 565    | 6,45 / 100,00   |
|                         | Edgar Silva              | 422    | 4,81 / 100,00   |
|                         | Vitorino Silva           | 269    | 3,07 / 100,00   |
|                         | Paulo de Morais          | 139    | 1,59 / 100,00   |
|                         | Henrique Neto            | 56     | 0,64 / 100,00   |
|                         | Cândido Ferreira         | 27     | 0,31 / 100,00   |
|                         | Jorge Sequeira           | 25     | 0,29 / 100,00   |
| Votos Inválidos         | Votos Inválidos          | 213    | 2,38 / 100,00   |
| Total                   | Total                    | 8 978  | 100,00 / 100,00 |
| Eleitorado/Participação | Eleitorado/Participação  | 19 924 | 45,06 / 100,00  |

| Freguesia            | %     | %     | %     | %     | %    | %    | %    | %    | %    | %    | Votantes |
| Freguesia            | MRS   | ASN   | MM    | MBR   | ES   | VS   | PM   | HN   | CF   | JS   | Votantes |
| -------------------- | ----- | ----- | ----- | ----- | ---- | ---- | ---- | ---- | ---- | ---- | -------- |
| Almeirim             | 48,48 | 25,71 | 10,85 | 5,36  | 3,80 | 2,97 | 1,87 | 0,52 | 0,17 | 0,27 | 4 937    |
| Benfica do Ribatejo  | 35,36 | 31,62 | 9,30  | 9,38  | 9,21 | 2,43 | 0,96 | 0,70 | 0,61 | 0,43 | 1 171    |
| Fazendas de Almeirim | 45,44 | 27,22 | 9,92  | 6,18  | 4,94 | 3,27 | 1,43 | 0,88 | 0,48 | 0,24 | 2 571    |
| Raposa               | 37,20 | 28,33 | 9,56  | 15,02 | 3,07 | 5,46 | 0,68 | 0,34 | 0    | 0,34 | 299      |
| Almeirim             | 45,51 | 27,01 | 10,34 | 6,45  | 4,81 | 3,07 | 1,59 | 0,64 | 0,31 | 0,29 | 8 978    |

### Alpiarça
| Candidato               | Candidato                | Votos | %               |
| ----------------------- | ------------------------ | ----- | --------------- |
|                         | Marcelo Rebelo de Sousa  | 992   | 30,35 / 100,00  |
|                         | António Sampaio da Nóvoa | 881   | 26,96 / 100,00  |
|                         | Edgar Silva              | 733   | 22,43 / 100,00  |
|                         | Marisa Matias            | 328   | 10,04 / 100,00  |
|                         | Maria de Belém Roseira   | 158   | 4,83 / 100,00   |
|                         | Vitorino Silva           | 82    | 2,51 / 100,00   |
|                         | Paulo de Morais          | 47    | 1,44 / 100,00   |
|                         | Henrique Neto            | 24    | 0,73 / 100,00   |
|                         | Jorge Sequeira           | 12    | 0,37 / 100,00   |
|                         | Cândido Ferreira         | 11    | 0,34 / 100,00   |
| Votos Inválidos         | Votos Inválidos          | 94    | 2,79 / 100,00   |
| Total                   | Total                    | 3 362 | 100,00 / 100,00 |
| Eleitorado/Participação | Eleitorado/Participação  | 6 402 | 52,51 / 100,00  |

| Freguesia | %     | %     | %     | %     | %    | %    | %    | %    | %    | %    | Votantes |
| Freguesia | MRS   | ASN   | ES    | MM    | MBR  | VS   | PM   | HN   | JS   | CF   | Votantes |
| --------- | ----- | ----- | ----- | ----- | ---- | ---- | ---- | ---- | ---- | ---- | -------- |
| Alpiarça  | 30,35 | 26,96 | 22,43 | 10,04 | 4,83 | 2,51 | 1,44 | 0,73 | 0,37 | 0,34 | 3 362    |
| Alpiarça  | 30,35 | 26,96 | 22,43 | 10,04 | 4,83 | 2,51 | 1,44 | 0,73 | 0,37 | 0,34 | 3 362    |

### Benavente
| Candidato               | Candidato                | Votos  | %               |
| ----------------------- | ------------------------ | ------ | --------------- |
|                         | Marcelo Rebelo de Sousa  | 4 802  | 46,84 / 100,00  |
|                         | António Sampaio da Nóvoa | 2 448  | 23,88 / 100,00  |
|                         | Marisa Matias            | 1 225  | 11,95 / 100,00  |
|                         | Edgar Silva              | 702    | 6,85 / 100,00   |
|                         | Maria de Belém Roseira   | 428    | 4,17 / 100,00   |
|                         | Vitorino Silva           | 302    | 2,95 / 100,00   |
|                         | Paulo de Morais          | 242    | 2,36 / 100,00   |
|                         | Henrique Neto            | 67     | 0,65 / 100,00   |
|                         | Jorge Sequeira           | 19     | 0,19 / 100,00   |
|                         | Cândido Ferreira         | 18     | 0,18 / 100,00   |
| Votos Inválidos         | Votos Inválidos          | 219    | 2,09 / 100,00   |
| Total                   | Total                    | 10 472 | 100,00 / 100,00 |
| Eleitorado/Participação | Eleitorado/Participação  | 23 408 | 44,74 / 100,00  |

| Freguesia      | %     | %     | %     | %    | %    | %    | %    | %    | %    | %    | Votantes |
| Freguesia      | MRS   | ASN   | MM    | ES   | MBR  | VS   | PM   | HN   | JS   | CF   | Votantes |
| -------------- | ----- | ----- | ----- | ---- | ---- | ---- | ---- | ---- | ---- | ---- | -------- |
| Barrosa        | 28,94 | 38,46 | 11,72 | 9,89 | 4,40 | 3,66 | 2,20 | 0,37 | 0    | 0,37 | 279      |
| Benavente      | 47,99 | 23,79 | 11,65 | 7,23 | 2,90 | 2,72 | 2,68 | 0,64 | 0,18 | 0,21 | 3 351    |
| Samora Correia | 45,91 | 23,47 | 12,71 | 6,85 | 4,91 | 3,08 | 2,08 | 0,66 | 0,19 | 0,14 | 5 990    |
| Santo Estêvão  | 54,68 | 22,30 | 7,79  | 4,32 | 3,96 | 2,64 | 3,12 | 0,72 | 0,24 | 0,24 | 852      |
| Benavente      | 46,84 | 23,88 | 11,95 | 6,85 | 4,17 | 2,95 | 2,36 | 0,65 | 0,19 | 0,18 | 10 472   |

### Cartaxo
| Candidato               | Candidato                | Votos  | %               |
| ----------------------- | ------------------------ | ------ | --------------- |
|                         | Marcelo Rebelo de Sousa  | 4 533  | 43,75 / 100,00  |
|                         | António Sampaio da Nóvoa | 2 931  | 28,29 / 100,00  |
|                         | Marisa Matias            | 1 303  | 12,58 / 100,00  |
|                         | Maria de Belém Roseira   | 540    | 5,21 / 100,00   |
|                         | Edgar Silva              | 410    | 3,96 / 100,00   |
|                         | Vitorino Silva           | 282    | 2,72 / 100,00   |
|                         | Paulo de Morais          | 213    | 2,06 / 100,00   |
|                         | Henrique Neto            | 70     | 0,68 / 100,00   |
|                         | Cândido Ferreira         | 42     | 0,41 / 100,00   |
|                         | Jorge Sequeira           | 37     | 0,36 / 100,00   |
| Votos Inválidos         | Votos Inválidos          | 221    | 2,09 / 100,00   |
| Total                   | Total                    | 10 582 | 100,00 / 100,00 |
| Eleitorado/Participação | Eleitorado/Participação  | 20 753 | 50,99 / 100,00  |

| Freguesia               | %     | %     | %     | %    | %    | %    | %    | %    | %    | %    | Votantes |
| Freguesia               | MRS   | ASN   | MM    | MBR  | ES   | VS   | PM   | HN   | CF   | JS   | Votantes |
| ----------------------- | ----- | ----- | ----- | ---- | ---- | ---- | ---- | ---- | ---- | ---- | -------- |
| Cartaxo e Vale da Pinta | 47,23 | 27,20 | 11,75 | 4,00 | 3,69 | 2,37 | 2,30 | 0,77 | 0,33 | 0,36 | 5 337    |
| Ereira e Lapa           | 41,71 | 32,23 | 13,15 | 3,79 | 3,20 | 3,08 | 1,18 | 0,83 | 0,47 | 0,36 | 863      |
| Pontével                | 37,94 | 30,34 | 15,40 | 7,29 | 3,42 | 2,70 | 1,68 | 0,61 | 0,31 | 0,31 | 1 997    |
| Valada                  | 38,74 | 28,30 | 11,54 | 8,52 | 7,14 | 3,02 | 1,10 | 0,55 | 0,82 | 0,27 | 372      |
| Vale da Pedra           | 37,40 | 27,76 | 12,60 | 7,58 | 7,07 | 3,73 | 2,44 | 0,26 | 0,64 | 0,51 | 790      |
| Vila Chã de Ourique     | 45,16 | 27,25 | 11,44 | 5,55 | 3,53 | 3,28 | 2,27 | 0,59 | 0,59 | 0,34 | 1 223    |
| Cartaxo                 | 43,75 | 28,29 | 12,58 | 5,21 | 3,96 | 2,72 | 2,06 | 0,68 | 0,41 | 0,36 | 10 582   |

### Chamusca
| Candidato               | Candidato                | Votos | %               |
| ----------------------- | ------------------------ | ----- | --------------- |
|                         | Marcelo Rebelo de Sousa  | 1 686 | 41,33 / 100,00  |
|                         | António Sampaio da Nóvoa | 1 105 | 27,09 / 100,00  |
|                         | Marisa Matias            | 450   | 11,03 / 100,00  |
|                         | Edgar Silva              | 334   | 8,19 / 100,00   |
|                         | Maria de Belém Roseira   | 259   | 6,35 / 100,00   |
|                         | Vitorino Silva           | 138   | 3,38 / 100,00   |
|                         | Paulo de Morais          | 51    | 1,25 / 100,00   |
|                         | Henrique Neto            | 27    | 0,66 / 100,00   |
|                         | Cândido Ferreira         | 20    | 0,49 / 100,00   |
|                         | Jorge Sequeira           | 9     | 0,22 / 100,00   |
| Votos Inválidos         | Votos Inválidos          | 104   | 2,49 / 100,00   |
| Total                   | Total                    | 4 183 | 100,00 / 100,00 |
| Eleitorado/Participação | Eleitorado/Participação  | 8 423 | 49,66 / 100,00  |

| Freguesia                  | %     | %     | %     | %     | %    | %    | %    | %    | %    | %    | Votantes |
| Freguesia                  | MRS   | ASN   | MM    | ES    | MBR  | VS   | PM   | HN   | CF   | JS   | Votantes |
| -------------------------- | ----- | ----- | ----- | ----- | ---- | ---- | ---- | ---- | ---- | ---- | -------- |
| Carregueira                | 36,44 | 27,00 | 13,98 | 5,85  | 9,56 | 4,18 | 0,84 | 0,96 | 0,84 | 0,36 | 860      |
| Chamusca e Pinheiro Grande | 42,16 | 28,27 | 11,57 | 7,79  | 4,91 | 2,20 | 1,69 | 0,68 | 0,56 | 0,17 | 1 824    |
| Parreira e Chouto          | 56,77 | 20,40 | 6,06  | 5,05  | 6,67 | 3,43 | 1,01 | 0,61 | 0    | 0    | 507      |
| Ulme                       | 39,77 | 31,38 | 11,50 | 2,34  | 6,43 | 6,24 | 1,17 | 0,19 | 0,58 | 0,39 | 523      |
| Vale de Cavalos            | 32,25 | 25,11 | 8,44  | 23,81 | 5,63 | 3,25 | 0,65 | 0,65 | 0    | 0,22 | 469      |
| Chamusca                   | 41,33 | 27,09 | 11,03 | 8,19  | 6,35 | 3,38 | 1,25 | 0,66 | 0,49 | 0,22 | 4 183    |

### Constância
| Candidato               | Candidato                | Votos | %               |
| ----------------------- | ------------------------ | ----- | --------------- |
|                         | Marcelo Rebelo de Sousa  | 728   | 40,04 / 100,00  |
|                         | António Sampaio da Nóvoa | 437   | 24,04 / 100,00  |
|                         | Marisa Matias            | 274   | 15,07 / 100,00  |
|                         | Maria de Belém Roseira   | 135   | 7,43 / 100,00   |
|                         | Edgar Silva              | 94    | 5,17 / 100,00   |
|                         | Vitorino Silva           | 78    | 4,29 / 100,00   |
|                         | Paulo de Morais          | 47    | 2,59 / 100,00   |
|                         | Henrique Neto            | 12    | 0,66 / 100,00   |
|                         | Cândido Ferreira         | 7     | 0,39 / 100,00   |
|                         | Jorge Sequeira           | 6     | 0,33 / 100,00   |
| Votos Inválidos         | Votos Inválidos          | 54    | 2,88 / 100,00   |
| Total                   | Total                    | 1 872 | 100,00 / 100,00 |
| Eleitorado/Participação | Eleitorado/Participação  | 3 428 | 54,61 / 100,00  |

| Freguesia                  | %     | %     | %     | %    | %    | %    | %    | %    | %    | %    | Votantes |
| Freguesia                  | MRS   | ASN   | MM    | MBR  | ES   | VS   | PM   | HN   | CF   | JS   | Votantes |
| -------------------------- | ----- | ----- | ----- | ---- | ---- | ---- | ---- | ---- | ---- | ---- | -------- |
| Constância                 | 46,82 | 18,64 | 15,45 | 5,45 | 5,00 | 4,55 | 2,73 | 0,91 | 0    | 0,45 | 454      |
| Montalvo                   | 42,02 | 23,67 | 13,72 | 6,86 | 3,95 | 5,15 | 3,43 | 0,17 | 0,69 | 0,34 | 602      |
| Santa Margarida da Coutada | 34,84 | 27,30 | 15,85 | 8,93 | 6,16 | 3,52 | 1,89 | 0,88 | 0,38 | 0,25 | 816      |
| Constância                 | 40,04 | 24,04 | 15,07 | 7,43 | 5,17 | 4,29 | 2,59 | 0,66 | 0,39 | 0,33 | 1 872    |

### Coruche
| Candidato               | Candidato                | Votos  | %               |
| ----------------------- | ------------------------ | ------ | --------------- |
|                         | Marcelo Rebelo de Sousa  | 3 233  | 38,63 / 100,00  |
|                         | António Sampaio da Nóvoa | 2 674  | 31,95 / 100,00  |
|                         | Edgar Silva              | 971    | 11,60 / 100,00  |
|                         | Marisa Matias            | 715    | 8,54 / 100,00   |
|                         | Maria de Belém Roseira   | 353    | 4,22 / 100,00   |
|                         | Vitorino Silva           | 258    | 3,08 / 100,00   |
|                         | Paulo de Morais          | 98     | 1,17 / 100,00   |
|                         | Henrique Neto            | 40     | 0,48 / 100,00   |
|                         | Cândido Ferreira         | 16     | 0,19 / 100,00   |
|                         | Jorge Sequeira           | 11     | 0,13 / 100,00   |
| Votos Inválidos         | Votos Inválidos          | 133    | 1,57 / 100,00   |
| Total                   | Total                    | 8 502  | 100,00 / 100,00 |
| Eleitorado/Participação | Eleitorado/Participação  | 17 093 | 49,74 / 100,00  |

| Freguesia               | %     | %     | %     | %     | %    | %    | %    | %    | %    | %    | Votantes |
| Freguesia               | MRS   | ASN   | ES    | MM    | MBR  | VS   | PM   | HN   | CF   | JS   | Votantes |
| ----------------------- | ----- | ----- | ----- | ----- | ---- | ---- | ---- | ---- | ---- | ---- | -------- |
| Biscainho               | 62,27 | 24,77 | 1,82  | 4,32  | 2,73 | 2,50 | 0,91 | 0,23 | 0,45 | 0    | 446      |
| Branca                  | 46,12 | 29,59 | 7,93  | 7,44  | 4,79 | 2,15 | 1,16 | 0,33 | 0,17 | 0,33 | 612      |
| Coruche, Fajarda e Erra | 42,22 | 33,13 | 5,94  | 9,00  | 3,99 | 3,42 | 1,38 | 0,59 | 0,19 | 0,15 | 4 841    |
| Couço                   | 17,96 | 25,70 | 40,99 | 7,32  | 4,44 | 2,25 | 0,77 | 0,28 | 0,21 | 0,07 | 1 447    |
| Santana do Mato         | 41,29 | 35,48 | 6,02  | 7,10  | 5,38 | 3,87 | 0,65 | 0    | 0,22 | 0    | 474      |
| São José da Lamarosa    | 32,84 | 41,16 | 3,27  | 12,63 | 5,05 | 3,12 | 1,04 | 0,74 | 0    | 0,15 | 682      |
| Coruche                 | 38,63 | 31,95 | 11,60 | 8,54  | 4,22 | 3,08 | 1,17 | 0,48 | 0,19 | 0,13 | 8 502    |

### Entroncamento
| Candidato               | Candidato                | Votos  | %               |
| ----------------------- | ------------------------ | ------ | --------------- |
|                         | Marcelo Rebelo de Sousa  | 3 855  | 42,46 / 100,00  |
|                         | António Sampaio da Nóvoa | 2 687  | 29,59 / 100,00  |
|                         | Marisa Matias            | 1 237  | 13,62 / 100,00  |
|                         | Maria de Belém Roseira   | 317    | 3,49 / 100,00   |
|                         | Edgar Silva              | 309    | 3,40 / 100,00   |
|                         | Vitorino Silva           | 307    | 3,38 / 100,00   |
|                         | Paulo de Morais          | 276    | 3,04 / 100,00   |
|                         | Henrique Neto            | 51     | 0,56 / 100,00   |
|                         | Jorge Sequeira           | 25     | 0,28 / 100,00   |
|                         | Cândido Ferreira         | 16     | 0,18 / 100,00   |
| Votos Inválidos         | Votos Inválidos          | 218    | 2,34 / 100,00   |
| Total                   | Total                    | 9 298  | 100,00 / 100,00 |
| Eleitorado/Participação | Eleitorado/Participação  | 17 267 | 53,85 / 100,00  |

| Freguesia               | %     | %     | %     | %    | %    | %    | %    | %    | %    | %    | Votantes |
| Freguesia               | MRS   | ASN   | MM    | MBR  | ES   | VS   | PM   | HN   | JS   | CF   | Votantes |
| ----------------------- | ----- | ----- | ----- | ---- | ---- | ---- | ---- | ---- | ---- | ---- | -------- |
| Nossa Senhora de Fátima | 45,13 | 26,52 | 14,50 | 3,04 | 2,46 | 3,81 | 3,53 | 0,62 | 0,21 | 0,19 | 5 465    |
| São João Batista        | 38,67 | 33,95 | 12,38 | 4,13 | 4,74 | 2,77 | 2,34 | 0,48 | 0,37 | 0,16 | 3 833    |
| Entroncamento           | 42,46 | 29,59 | 13,62 | 3,49 | 3,40 | 3,38 | 3,04 | 0,56 | 0,28 | 0,18 | 9 298    |

### Ferreira do Zêzere
| Candidato               | Candidato                | Votos | %               |
| ----------------------- | ------------------------ | ----- | --------------- |
|                         | Marcelo Rebelo de Sousa  | 2 653 | 63,03 / 100,00  |
|                         | António Sampaio da Nóvoa | 647   | 15,37 / 100,00  |
|                         | Marisa Matias            | 405   | 9,62 / 100,00   |
|                         | Maria de Belém Roseira   | 217   | 5,16 / 100,00   |
|                         | Vitorino Silva           | 125   | 2,97 / 100,00   |
|                         | Edgar Silva              | 52    | 1,24 / 100,00   |
|                         | Paulo de Morais          | 47    | 1,12 / 100,00   |
|                         | Henrique Neto            | 41    | 0,97 / 100,00   |
|                         | Cândido Ferreira         | 14    | 0,33 / 100,00   |
|                         | Jorge Sequeira           | 8     | 0,19 / 100,00   |
| Votos Inválidos         | Votos Inválidos          | 134   | 3,09 / 100,00   |
| Total                   | Total                    | 4 343 | 100,00 / 100,00 |
| Eleitorado/Participação | Eleitorado/Participação  | 7 575 | 57,33 / 100,00  |

| Freguesia               | %     | %     | %     | %    | %    | %    | %    | %    | %    | %    | Votantes |
| Freguesia               | MRS   | ASN   | MM    | MBR  | VS   | ES   | PM   | HN   | CF   | JS   | Votantes |
| ----------------------- | ----- | ----- | ----- | ---- | ---- | ---- | ---- | ---- | ---- | ---- | -------- |
| Águas Belas             | 54,27 | 20,31 | 10,92 | 8,02 | 2,73 | 1,19 | 0,51 | 1,19 | 0,68 | 0,17 | 605      |
| Areias e Pias           | 70,07 | 11,18 | 8,65  | 3,00 | 2,88 | 1,44 | 1,32 | 0,84 | 0,48 | 0,12 | 860      |
| Beco                    | 70,72 | 11,26 | 6,31  | 5,18 | 3,15 | 1,13 | 0,68 | 0,90 | 0,45 | 0,23 | 455      |
| Chãos                   | 71,05 | 9,02  | 10,15 | 2,63 | 3,38 | 1,13 | 1,88 | 0,38 | 0    | 0,38 | 272      |
| Ferreira do Zêzere      | 57,17 | 16,85 | 11,99 | 6,20 | 3,27 | 1,51 | 1,76 | 0,84 | 0,17 | 0,25 | 1 235    |
| Igreja Nova do Sobral   | 69,42 | 16,51 | 7,03  | 3,36 | 2,14 | 0    | 0,31 | 0,61 | 0,61 | 0    | 333      |
| Nossa Senhora do Pranto | 60,61 | 18,89 | 8,56  | 5,35 | 2,85 | 1,25 | 0,53 | 1,78 | 0    | 0,18 | 583      |
| Ferreira do Zêzere      | 63,03 | 15,37 | 9,62  | 5,16 | 2,97 | 1,24 | 1,12 | 0,97 | 0,33 | 0,19 | 4 343    |

### Golegã
| Candidato               | Candidato                | Votos | %               |
| ----------------------- | ------------------------ | ----- | --------------- |
|                         | Marcelo Rebelo de Sousa  | 1 098 | 43,87 / 100,00  |
|                         | António Sampaio da Nóvoa | 694   | 27,73 / 100,00  |
|                         | Marisa Matias            | 259   | 10,35 / 100,00  |
|                         | Edgar Silva              | 168   | 6,71 / 100,00   |
|                         | Maria de Belém Roseira   | 131   | 5,23 / 100,00   |
|                         | Vitorino Silva           | 93    | 3,72 / 100,00   |
|                         | Paulo de Morais          | 44    | 1,76 / 100,00   |
|                         | Henrique Neto            | 9     | 0,36 / 100,00   |
|                         | Jorge Sequeira           | 4     | 0,16 / 100,00   |
|                         | Cândido Ferreira         | 3     | 0,12 / 100,00   |
| Votos Inválidos         | Votos Inválidos          | 52    | 2,03 / 100,00   |
| Total                   | Total                    | 2 555 | 100,00 / 100,00 |
| Eleitorado/Participação | Eleitorado/Participação  | 5 047 | 50,62 / 100,00  |

| Freguesia  | %     | %     | %     | %     | %    | %    | %    | %    | %    | %    | Votantes |
| Freguesia  | MRS   | ASN   | MM    | ES    | MBR  | VS   | PM   | HN   | JS   | CF   | Votantes |
| ---------- | ----- | ----- | ----- | ----- | ---- | ---- | ---- | ---- | ---- | ---- | -------- |
| Azinhaga   | 31,55 | 30,25 | 13,46 | 13,02 | 5,07 | 4,49 | 1,30 | 0,58 | 0,29 | 0    | 707      |
| Golegã     | 50,38 | 25,60 | 9,41  | 3,70  | 4,83 | 3,51 | 2,07 | 0,25 | 0,06 | 0,19 | 1 628    |
| Pombalinho | 35,32 | 35,32 | 7,34  | 8,72  | 8,72 | 2,75 | 0,92 | 0,46 | 0,46 | 0    | 220      |
| Golegã     | 43,87 | 27,73 | 10,35 | 6,71  | 5,23 | 3,72 | 1,76 | 0,36 | 0,16 | 0,12 | 2 555    |

### Mação
| Candidato               | Candidato                | Votos | %               |
| ----------------------- | ------------------------ | ----- | --------------- |
|                         | Marcelo Rebelo de Sousa  | 2 346 | 58,17 / 100,00  |
|                         | António Sampaio da Nóvoa | 781   | 19,37 / 100,00  |
|                         | Marisa Matias            | 400   | 9,92 / 100,00   |
|                         | Maria de Belém Roseira   | 217   | 5,38 / 100,00   |
|                         | Vitorino Silva           | 129   | 3,20 / 100,00   |
|                         | Edgar Silva              | 73    | 1,81 / 100,00   |
|                         | Paulo de Morais          | 43    | 1,07 / 100,00   |
|                         | Henrique Neto            | 25    | 0,62 / 100,00   |
|                         | Cândido Ferreira         | 10    | 0,25 / 100,00   |
|                         | Jorge Sequeira           | 9     | 0,22 / 100,00   |
| Votos Inválidos         | Votos Inválidos          | 84    | 2,04 / 100,00   |
| Total                   | Total                    | 4 117 | 100,00 / 100,00 |
| Eleitorado/Participação | Eleitorado/Participação  | 6 540 | 62,95 / 100,00  |

| Freguesia                      | %     | %     | %     | %     | %    | %    | %    | %    | %    | %    | Votantes |
| Freguesia                      | MRS   | ASN   | MM    | MBR   | VS   | ES   | PM   | HN   | CF   | JS   | Votantes |
| ------------------------------ | ----- | ----- | ----- | ----- | ---- | ---- | ---- | ---- | ---- | ---- | -------- |
| Amêndoa                        | 67,28 | 17,13 | 6,12  | 3,36  | 4,28 | 0,61 | 0,61 | 0,61 | 0    | 0    | 336      |
| Cardigos                       | 78,98 | 10,67 | 3,98  | 2,25  | 1,27 | 0,64 | 0,96 | 0,96 | 0    | 0    | 637      |
| Carvoeiro                      | 63,41 | 11,67 | 8,20  | 11,04 | 3,79 | 1,26 | 0    | 0,32 | 0,32 | 0    | 324      |
| Envendos                       | 59,85 | 20,07 | 8,74  | 7,25  | 2,60 | 0,56 | 0,37 | 0,37 | 0    | 0,19 | 540      |
| Mação, Penhascoso e Aboboreira | 50,63 | 22,91 | 13,02 | 4,71  | 3,40 | 2,41 | 1,62 | 0,68 | 0,26 | 0,37 | 1 959    |
| Ortiga                         | 44,69 | 24,12 | 10,61 | 8,36  | 5,14 | 4,50 | 0,64 | 0,32 | 1,29 | 0,32 | 321      |
| Mação                          | 58,17 | 19,37 | 9,92  | 5,38  | 3,20 | 1,81 | 1,07 | 0,62 | 0,25 | 0,22 | 4 117    |

### Ourém
| Candidato               | Candidato                | Votos  | %               |
| ----------------------- | ------------------------ | ------ | --------------- |
|                         | Marcelo Rebelo de Sousa  | 16 372 | 76,39 / 100,00  |
|                         | António Sampaio da Nóvoa | 2 024  | 9,44 / 100,00   |
|                         | Marisa Matias            | 1 239  | 5,78 / 100,00   |
|                         | Vitorino Silva           | 534    | 2,49 / 100,00   |
|                         | Maria de Belém Roseira   | 489    | 2,28 / 100,00   |
|                         | Paulo de Morais          | 364    | 1,70 / 100,00   |
|                         | Henrique Neto            | 162    | 0,76 / 100,00   |
|                         | Edgar Silva              | 159    | 0,74 / 100,00   |
|                         | Cândido Ferreira         | 58     | 0,27 / 100,00   |
|                         | Jorge Sequeira           | 32     | 0,15 / 100,00   |
| Votos Inválidos         | Votos Inválidos          | 528    | 2,40 / 100,00   |
| Total                   | Total                    | 21 961 | 100,00 / 100,00 |
| Eleitorado/Participação | Eleitorado/Participação  | 42 863 | 51,24 / 100,00  |

| Freguesia                                 | %     | %     | %    | %    | %    | %    | %    | %    | %    | %    | Votantes |
| Freguesia                                 | MRS   | ASN   | MM   | VS   | MBR  | PM   | HN   | ES   | CF   | JS   | Votantes |
| ----------------------------------------- | ----- | ----- | ---- | ---- | ---- | ---- | ---- | ---- | ---- | ---- | -------- |
| Alburitel                                 | 65,95 | 13,29 | 9,63 | 3,32 | 3,32 | 1,99 | 1,00 | 1,16 | 0,17 | 0,17 | 626      |
| Atouguia                                  | 79,63 | 7,72  | 5,49 | 1,91 | 2,39 | 1,27 | 0,56 | 0,72 | 0,08 | 0,24 | 1 295    |
| Caxarias                                  | 72,49 | 12,75 | 6,63 | 2,51 | 2,51 | 1,31 | 0,60 | 0,80 | 0,30 | 0,10 | 1 017    |
| Espite                                    | 75,52 | 9,47  | 5,54 | 3,70 | 2,54 | 0,92 | 0,92 | 0,46 | 0,69 | 0,23 | 449      |
| Fátima                                    | 81,33 | 7,19  | 4,00 | 1,52 | 1,71 | 2,13 | 1,06 | 0,63 | 0,30 | 0,13 | 5 496    |
| Freixianda, Ribeira do Fárrio e Formigais | 83,11 | 6,06  | 4,14 | 3,67 | 1,22 | 0,87 | 0,23 | 0,58 | 0    | 0,12 | 1 754    |
| Gondemaria e Olival                       | 77,71 | 8,87  | 5,15 | 3,13 | 1,63 | 1,50 | 0,65 | 0,59 | 0,59 | 0,20 | 1 579    |
| Matas e Cercal                            | 83,30 | 4,30  | 4,10 | 3,28 | 1,74 | 1,43 | 1,33 | 0,10 | 0,31 | 0,10 | 999      |
| Nossa Senhora da Piedade                  | 65,73 | 15,34 | 8,29 | 2,77 | 3,62 | 2,12 | 0,42 | 1,17 | 0,33 | 0,20 | 3 150    |
| Nossa Senhora das Misericórdias           | 74,62 | 8,93  | 7,09 | 2,60 | 2,22 | 2,10 | 1,01 | 0,92 | 0,29 | 0,21 | 2 452    |
| Rio de Couros e Casal dos Bernardos       | 82,30 | 6,87  | 5,15 | 2,09 | 1,34 | 1,05 | 0,52 | 0,45 | 0,07 | 0,15 | 1 364    |
| Seiça                                     | 63,67 | 18,27 | 8,46 | 2,82 | 4,07 | 0,84 | 0,52 | 1,04 | 0,31 | 0    | 986      |
| Urqueira                                  | 77,12 | 7,58  | 5,53 | 2,83 | 3,47 | 1,93 | 0,77 | 0,64 | 0,13 | 0    | 794      |
| Ourém                                     | 76,39 | 9,44  | 5,78 | 2,49 | 2,28 | 1,70 | 0,76 | 0,74 | 0,27 | 0,15 | 21 961   |

### Rio Maior
| Candidato               | Candidato                | Votos  | %               |
| ----------------------- | ------------------------ | ------ | --------------- |
|                         | Marcelo Rebelo de Sousa  | 5 837  | 63,55 / 100,00  |
|                         | António Sampaio da Nóvoa | 1 579  | 17,19 / 100,00  |
|                         | Marisa Matias            | 772    | 8,41 / 100,00   |
|                         | Maria de Belém Roseira   | 335    | 3,65 / 100,00   |
|                         | Vitorino Silva           | 286    | 3,11 / 100,00   |
|                         | Paulo de Morais          | 160    | 1,74 / 100,00   |
|                         | Edgar Silva              | 131    | 1,43 / 100,00   |
|                         | Henrique Neto            | 59     | 0,64 / 100,00   |
|                         | Cândido Ferreira         | 16     | 0,17 / 100,00   |
|                         | Jorge Sequeira           | 10     | 0,11 / 100,00   |
| Votos Inválidos         | Votos Inválidos          | 227    | 2,41 / 100,00   |
| Total                   | Total                    | 9 412  | 100,00 / 100,00 |
| Eleitorado/Participação | Eleitorado/Participação  | 18 028 | 52,21 / 100,00  |

| Freguesia                                 | %     | %     | %     | %    | %    | %    | %    | %    | %    | %    | Votantes |
| Freguesia                                 | MRS   | ASN   | MM    | MBR  | VS   | PM   | ES   | HN   | CF   | JS   | Votantes |
| ----------------------------------------- | ----- | ----- | ----- | ---- | ---- | ---- | ---- | ---- | ---- | ---- | -------- |
| Alcobertas                                | 77,11 | 7,96  | 6,27  | 2,79 | 2,99 | 1,09 | 0,60 | 0,30 | 0,70 | 0,20 | 1 034    |
| Arrouquelas                               | 41,88 | 30,69 | 11,91 | 9,39 | 1,81 | 0,72 | 2,17 | 1,08 | 0    | 0,36 | 281      |
| Asseiceira                                | 57,11 | 19,72 | 7,80  | 5,96 | 3,90 | 2,06 | 2,98 | 0,46 | 0    | 0    | 446      |
| Azambujeira e Malaqueijo                  | 58,47 | 21,43 | 9,26  | 5,29 | 2,65 | 0,53 | 2,12 | 0    | 0,26 | 0    | 398      |
| Fráguas                                   | 70,54 | 13,76 | 8,39  | 2,15 | 2,37 | 1,29 | 0,22 | 1,08 | 0,22 | 0    | 479      |
| Marmeleira e Assentiz                     | 43,60 | 28,31 | 13,26 | 2,70 | 3,82 | 1,12 | 6,29 | 0,67 | 0,22 | 0    | 453      |
| Outeiro da Cortiçada e Arruda dos Pisões  | 69,35 | 13,08 | 8,41  | 3,18 | 2,43 | 1,50 | 1,50 | 0,37 | 0,19 | 0    | 542      |
| Rio Maior                                 | 63,63 | 17,52 | 8,08  | 3,32 | 3,32 | 2,06 | 1,06 | 0,79 | 0,10 | 0,12 | 4 939    |
| São João da Ribeira e Ribeira de São João | 59,26 | 19,48 | 8,86  | 4,99 | 2,58 | 2,74 | 1,61 | 0,32 | 0    | 0,16 | 632      |
| São Sebastião                             | 72,82 | 10,68 | 9,71  | 2,43 | 3,40 | 0,49 | 0    | 0,49 | 0    | 0    | 208      |
| Rio Maior                                 | 63,55 | 17,19 | 8,41  | 3,65 | 3,11 | 1,74 | 1,43 | 0,64 | 0,17 | 0,11 | 9 412    |

### Salvaterra de Magos
| Candidato               | Candidato                | Votos  | %               |
| ----------------------- | ------------------------ | ------ | --------------- |
|                         | Marcelo Rebelo de Sousa  | 3 409  | 43,95 / 100,00  |
|                         | António Sampaio da Nóvoa | 2 040  | 26,30 / 100,00  |
|                         | Marisa Matias            | 988    | 12,74 / 100,00  |
|                         | Maria de Belém Roseira   | 411    | 5,30 / 100,00   |
|                         | Edgar Silva              | 400    | 5,16 / 100,00   |
|                         | Vitorino Silva           | 279    | 3,60 / 100,00   |
|                         | Paulo de Morais          | 151    | 1,95 / 100,00   |
|                         | Henrique Neto            | 39     | 0,50 / 100,00   |
|                         | Jorge Sequeira           | 22     | 0,28 / 100,00   |
|                         | Cândido Ferreira         | 17     | 0,22 / 100,00   |
| Votos Inválidos         | Votos Inválidos          | 189    | 2,38 / 100,00   |
| Total                   | Total                    | 7 945  | 100,00 / 100,00 |
| Eleitorado/Participação | Eleitorado/Participação  | 18 788 | 42,29 / 100,00  |

| Freguesia                                 | %     | %     | %     | %    | %    | %    | %    | %    | %    | %    | Votantes |
| Freguesia                                 | MRS   | ASN   | MM    | MBR  | ES   | VS   | PM   | HN   | JS   | CF   | Votantes |
| ----------------------------------------- | ----- | ----- | ----- | ---- | ---- | ---- | ---- | ---- | ---- | ---- | -------- |
| Glória do Ribatejo e Granho               | 24,93 | 32,84 | 19,63 | 7,39 | 8,13 | 5,22 | 0,52 | 0,75 | 0,37 | 0,22 | 1 393    |
| Marinhais                                 | 49,91 | 23,96 | 11,05 | 4,77 | 3,54 | 3,23 | 2,43 | 0,57 | 0,27 | 0,27 | 2 309    |
| Muge                                      | 30,77 | 41,37 | 9,56  | 8,11 | 3,95 | 3,53 | 2,29 | 0,21 | 0,21 | 0    | 493      |
| Salvaterra de Magos e Foros de Salvaterra | 48,95 | 23,39 | 11,68 | 4,49 | 5,23 | 3,24 | 2,12 | 0,41 | 0,27 | 0,22 | 3 750    |
| Salvaterra de Magos                       | 43,95 | 26,30 | 12,74 | 5,30 | 5,16 | 3,60 | 1,95 | 0,50 | 0,28 | 0,22 | 7 945    |

### Santarém
| Candidato               | Candidato                | Votos  | %               |
| ----------------------- | ------------------------ | ------ | --------------- |
|                         | Marcelo Rebelo de Sousa  | 13 752 | 51,19 / 100,00  |
|                         | António Sampaio da Nóvoa | 6 937  | 25,82 / 100,00  |
|                         | Marisa Matias            | 2 496  | 9,29 / 100,00   |
|                         | Maria de Belém Roseira   | 1 153  | 4,29 / 100,00   |
|                         | Edgar Silva              | 877    | 3,26 / 100,00   |
|                         | Vitorino Silva           | 771    | 2,87 / 100,00   |
|                         | Paulo de Morais          | 596    | 2,22 / 100,00   |
|                         | Henrique Neto            | 185    | 0,69 / 100,00   |
|                         | Cândido Ferreira         | 52     | 0,19 / 100,00   |
|                         | Jorge Sequeira           | 45     | 0,17 / 100,00   |
| Votos Inválidos         | Votos Inválidos          | 520    | 1,90 / 100,00   |
| Total                   | Total                    | 27 384 | 100,00 / 100,00 |
| Eleitorado/Participação | Eleitorado/Participação  | 52 452 | 52,21 / 100,00  |

| Freguesia                                  | %     | %     | %     | %    | %     | %    | %    | %    | %    | %    | Votantes |
| Freguesia                                  | MRS   | ASN   | MM    | MBR  | ES    | VS   | PM   | HN   | CF   | JS   | Votantes |
| ------------------------------------------ | ----- | ----- | ----- | ---- | ----- | ---- | ---- | ---- | ---- | ---- | -------- |
| Abitureiras                                | 50,11 | 29,89 | 6,81  | 6,15 | 1,10  | 3,30 | 0,88 | 1,10 | 0,44 | 0,22 | 463      |
| Abrã                                       | 58,73 | 17,46 | 10,12 | 3,97 | 1,98  | 5,16 | 0,79 | 0,79 | 0,79 | 0,20 | 514      |
| Achete, Azoia de Baixo e Póvoa de Santarém | 52,05 | 25,63 | 8,20  | 4,71 | 3,23  | 3,23 | 1,48 | 0,70 | 0,61 | 0,17 | 1 179    |
| Alcanede                                   | 68,81 | 12,29 | 7,17  | 3,63 | 1,30  | 3,72 | 1,54 | 0,93 | 0,37 | 0,23 | 2 183    |
| Alcanhões                                  | 38,69 | 27,62 | 12,14 | 4,55 | 10,93 | 3,03 | 1,67 | 0,76 | 0,46 | 0,15 | 678      |
| Almoster                                   | 38,50 | 31,14 | 13,70 | 4,91 | 6,07  | 2,33 | 2,33 | 0,52 | 0,13 | 0,39 | 783      |
| Amiais de Baixo                            | 38,29 | 35,87 | 8,70  | 7,13 | 4,35  | 2,54 | 0,72 | 1,45 | 0,60 | 0,36 | 848      |
| Arneiro das Milhariças                     | 42,44 | 30,73 | 9,27  | 8,54 | 2,93  | 4,39 | 0,24 | 1,46 | 0    | 0    | 418      |
| Azoia de Cima e Tremês                     | 53,28 | 22,04 | 10,20 | 6,19 | 1,73  | 4,46 | 1,18 | 0,73 | 0,09 | 0,09 | 1 127    |
| Casével e Vaqueiros                        | 47,98 | 29,67 | 11,95 | 4,43 | 2,31  | 2,89 | 0,39 | 0,39 | 0    | 0    | 531      |
| Cidade de Santarém                         | 52,46 | 26,32 | 9,03  | 3,45 | 2,51  | 2,23 | 3,07 | 0,66 | 0,12 | 0,15 | 13 183   |
| Gançaria                                   | 71,80 | 10,53 | 4,51  | 5,64 | 0     | 5,26 | 0,75 | 1,50 | 0    | 0    | 270      |
| Moçarria                                   | 43,57 | 26,30 | 12,28 | 7,87 | 3,07  | 4,61 | 2,30 | 0    | 0    | 0    | 529      |
| Pernes                                     | 44,20 | 29,94 | 8,15  | 4,70 | 9,40  | 1,72 | 0,94 | 0,31 | 0,47 | 0,16 | 656      |
| Póvoa da Isenta                            | 37,53 | 31,46 | 15,51 | 4,72 | 6,74  | 2,92 | 0,67 | 0,45 | 0    | 0    | 455      |
| Romeira e Várzea                           | 51,35 | 25,58 | 10,32 | 3,50 | 1,89  | 4,40 | 1,97 | 0,63 | 0    | 0,36 | 1 140    |
| São Vicente do Paul e Vale de Figueira     | 44,06 | 29,97 | 8,80  | 6,49 | 6,06  | 2,73 | 1,45 | 0,34 | 0,09 | 0    | 1 184    |
| Vale de Santarém                           | 43,33 | 30,55 | 9,17  | 4,18 | 6,22  | 3,28 | 2,29 | 0,57 | 0,33 | 0,08 | 1 243    |
| Santarém                                   | 51,19 | 25,82 | 9,29  | 4,29 | 3,26  | 2,87 | 2,22 | 0,69 | 0,19 | 0,17 | 27 384   |

### Sardoal
| Candidato               | Candidato                | Votos | %               |
| ----------------------- | ------------------------ | ----- | --------------- |
|                         | Marcelo Rebelo de Sousa  | 1 109 | 51,87 / 100,00  |
|                         | António Sampaio da Nóvoa | 421   | 19,69 / 100,00  |
|                         | Marisa Matias            | 314   | 14,69 / 100,00  |
|                         | Maria de Belém Roseira   | 104   | 4,86 / 100,00   |
|                         | Vitorino Silva           | 83    | 3,88 / 100,00   |
|                         | Edgar Silva              | 50    | 2,34 / 100,00   |
|                         | Paulo de Morais          | 30    | 1,40 / 100,00   |
|                         | Henrique Neto            | 18    | 0,84 / 100,00   |
|                         | Cândido Ferreira         | 7     | 0,33 / 100,00   |
|                         | Jorge Sequeira           | 2     | 0,09 / 100,00   |
| Votos Inválidos         | Votos Inválidos          | 60    | 2,73 / 100,00   |
| Total                   | Total                    | 2 198 | 100,00 / 100,00 |
| Eleitorado/Participação | Eleitorado/Participação  | 3 393 | 64,78 / 100,00  |

| Freguesia              | %     | %     | %     | %    | %    | %    | %    | %    | %    | %    | Votantes |
| Freguesia              | MRS   | ASN   | MM    | MBR  | VS   | ES   | PM   | HN   | CF   | JS   | Votantes |
| ---------------------- | ----- | ----- | ----- | ---- | ---- | ---- | ---- | ---- | ---- | ---- | -------- |
| Alcaravela             | 61,52 | 15,43 | 11,24 | 2,67 | 3,81 | 2,67 | 0,95 | 1,33 | 0,38 | 0    | 543      |
| Santiago de Montalegre | 64,29 | 16,23 | 9,74  | 3,90 | 3,90 | 0,65 | 0,65 | 0,65 | 0    | 0    | 162      |
| Sardoal                | 46,32 | 22,64 | 16,40 | 5,76 | 4,00 | 2,16 | 1,68 | 0,56 | 0,32 | 0,16 | 1 280    |
| Valhascos              | 51,67 | 15,31 | 16,75 | 5,74 | 3,35 | 3,83 | 1,44 | 1,44 | 0,48 | 0    | 213      |
| Sardoal                | 51,87 | 19,69 | 14,69 | 4,86 | 3,88 | 2,34 | 1,40 | 0,84 | 0,33 | 0,09 | 2 198    |

### Tomar
| Candidato               | Candidato                | Votos  | %               |
| ----------------------- | ------------------------ | ------ | --------------- |
|                         | Marcelo Rebelo de Sousa  | 9 829  | 53,90 / 100,00  |
|                         | António Sampaio da Nóvoa | 4 079  | 22,37 / 100,00  |
|                         | Marisa Matias            | 2 106  | 11,55 / 100,00  |
|                         | Maria de Belém Roseira   | 768    | 4,21 / 100,00   |
|                         | Vitorino Silva           | 459    | 2,52 / 100,00   |
|                         | Edgar Silva              | 410    | 2,25 / 100,00   |
|                         | Paulo de Morais          | 364    | 2,00 / 100,00   |
|                         | Henrique Neto            | 126    | 0,69 / 100,00   |
|                         | Cândido Ferreira         | 50     | 0,27 / 100,00   |
|                         | Jorge Sequeira           | 43     | 0,24 / 100,00   |
| Votos Inválidos         | Votos Inválidos          | 494    | 2,64 / 100,00   |
| Total                   | Total                    | 18 728 | 100,00 / 100,00 |
| Eleitorado/Participação | Eleitorado/Participação  | 36 266 | 51,64 / 100,00  |

| Freguesia                                   | %     | %     | %     | %    | %    | %    | %    | %    | %    | %    | Votantes |
| Freguesia                                   | MRS   | ASN   | MM    | MBR  | VS   | ES   | PM   | HN   | CF   | JS   | Votantes |
| ------------------------------------------- | ----- | ----- | ----- | ---- | ---- | ---- | ---- | ---- | ---- | ---- | -------- |
| Além da Ribeira e Pedreira                  | 50,76 | 22,88 | 11,97 | 5,15 | 3,94 | 3,48 | 1,21 | 0,30 | 0,15 | 0,15 | 679      |
| Asseiceira                                  | 44,87 | 26,21 | 15,01 | 5,05 | 4,04 | 1,56 | 1,94 | 0,47 | 0,31 | 0,54 | 1 316    |
| Carregueiros                                | 52,91 | 23,06 | 12,21 | 3,88 | 3,10 | 2,91 | 0,97 | 0,58 | 0    | 0,39 | 530      |
| Casais e Alviobeira                         | 59,46 | 19,44 | 11,30 | 4,07 | 2,49 | 1,06 | 1,21 | 0,23 | 0,53 | 0,23 | 1 377    |
| Madalena e Beselga                          | 43,89 | 25,21 | 16,11 | 5,04 | 3,18 | 3,67 | 1,97 | 0,27 | 0,38 | 0,27 | 1 867    |
| Olalhas                                     | 71,01 | 10,65 | 7,54  | 3,70 | 2,37 | 0,89 | 2,37 | 0,74 | 0,15 | 0,59 | 693      |
| Paialvo                                     | 45,93 | 27,90 | 10,70 | 5,40 | 2,56 | 5,03 | 1,83 | 0,27 | 0,37 | 0    | 1 113    |
| Sabacheira                                  | 50,52 | 28,69 | 10,19 | 4,78 | 2,08 | 1,46 | 1,66 | 0,21 | 0,21 | 0,21 | 487      |
| São João Baptista e Santa Maria dos Olivais | 54,22 | 23,31 | 11,21 | 3,48 | 2,08 | 2,05 | 2,37 | 0,90 | 0,20 | 0,20 | 8 366    |
| São Pedro de Tomar                          | 56,55 | 19,28 | 10,50 | 5,70 | 2,12 | 2,28 | 2,12 | 1,06 | 0,33 | 0,08 | 1 270    |
| Serra e Junceira                            | 72,04 | 10,42 | 6,81  | 4,31 | 2,51 | 0,80 | 1,10 | 1,20 | 0,50 | 0,30 | 1 030    |
| Tomar                                       | 53,90 | 22,37 | 11,55 | 4,21 | 2,52 | 2,25 | 2,00 | 0,69 | 0,27 | 0,24 | 18 728   |

### Torres Novas
| Candidato               | Candidato                | Votos  | %               |
| ----------------------- | ------------------------ | ------ | --------------- |
|                         | Marcelo Rebelo de Sousa  | 7 471  | 44,50 / 100,00  |
|                         | António Sampaio da Nóvoa | 4 499  | 26,80 / 100,00  |
|                         | Marisa Matias            | 2 314  | 13,78 / 100,00  |
|                         | Maria de Belém Roseira   | 781    | 4,65 / 100,00   |
|                         | Edgar Silva              | 727    | 4,33 / 100,00   |
|                         | Vitorino Silva           | 499    | 2,97 / 100,00   |
|                         | Paulo de Morais          | 282    | 1,68 / 100,00   |
|                         | Henrique Neto            | 122    | 0,73 / 100,00   |
|                         | Jorge Sequeira           | 53     | 0,32 / 100,00   |
|                         | Cândido Ferreira         | 39     | 0,23 / 100,00   |
| Votos Inválidos         | Votos Inválidos          | 405    | 2,35 / 100,00   |
| Total                   | Total                    | 17 192 | 100,00 / 100,00 |
| Eleitorado/Participação | Eleitorado/Participação  | 31 959 | 53,79 / 100,00  |

| Freguesia                                   | %     | %     | %     | %    | %    | %    | %    | %    | %    | %    | Votantes |
| Freguesia                                   | MRS   | ASN   | MM    | MBR  | ES   | VS   | PM   | HN   | JS   | CF   | Votantes |
| ------------------------------------------- | ----- | ----- | ----- | ---- | ---- | ---- | ---- | ---- | ---- | ---- | -------- |
| Assentiz                                    | 49,83 | 25,02 | 11,67 | 4,94 | 3,20 | 2,47 | 1,00 | 0,87 | 0,67 | 0,33 | 1 533    |
| Brogueira, Parceiros de Igreja e Alcorochel | 39,77 | 31,37 | 13,66 | 4,85 | 4,28 | 3,88 | 0,89 | 0,81 | 0,24 | 0,24 | 1 263    |
| Chancelaria                                 | 59,43 | 17,30 | 10,14 | 4,55 | 1,17 | 5,07 | 0,78 | 0,65 | 0,26 | 0,65 | 798      |
| Meia Via                                    | 40,00 | 26,98 | 18,79 | 4,30 | 4,03 | 2,55 | 2,28 | 0,54 | 0,54 | 0    | 759      |
| Olaia e Paço                                | 41,98 | 23,97 | 17,59 | 4,48 | 5,17 | 4,14 | 1,38 | 0,60 | 0,26 | 0,43 | 1 190    |
| Pedrógão                                    | 45,48 | 25,26 | 14,37 | 5,85 | 3,70 | 2,67 | 0,72 | 1,13 | 0,51 | 0,31 | 1 007    |
| Riachos                                     | 38,51 | 30,65 | 16,31 | 4,66 | 4,25 | 2,70 | 1,74 | 0,73 | 0,23 | 0,23 | 2 240    |
| Santa Maria, Salvador e Santiago            | 47,59 | 25,07 | 13,16 | 4,41 | 3,54 | 2,91 | 2,09 | 0,71 | 0,35 | 0,16 | 3 765    |
| São Pedro, Lapas e Ribeira Branca           | 42,88 | 28,05 | 12,89 | 4,60 | 5,82 | 2,39 | 2,26 | 0,72 | 0,20 | 0,17 | 4 109    |
| Zibreira                                    | 44,51 | 30,44 | 9,44  | 4,24 | 6,55 | 3,85 | 0,77 | 0,19 | 0    | 0    | 528      |
| Torres Novas                                | 44,50 | 26,80 | 13,78 | 4,65 | 4,33 | 2,97 | 1,68 | 0,73 | 0,32 | 0,23 | 17 192   |

### Vila Nova da Barquinha
| Candidato               | Candidato                | Votos | %               |
| ----------------------- | ------------------------ | ----- | --------------- |
|                         | Marcelo Rebelo de Sousa  | 1 331 | 39,68 / 100,00  |
|                         | António Sampaio da Nóvoa | 984   | 29,34 / 100,00  |
|                         | Marisa Matias            | 498   | 14,85 / 100,00  |
|                         | Maria de Belém Roseira   | 169   | 5,04 / 100,00   |
|                         | Edgar Silva              | 160   | 4,77 / 100,00   |
|                         | Vitorino Silva           | 117   | 3,49 / 100,00   |
|                         | Paulo de Morais          | 61    | 1,82 / 100,00   |
|                         | Henrique Neto            | 17    | 0,51 / 100,00   |
|                         | Jorge Sequeira           | 9     | 0,27 / 100,00   |
|                         | Cândido Ferreira         | 8     | 0,24 / 100,00   |
| Votos Inválidos         | Votos Inválidos          | 77    | 2,24 / 100,00   |
| Total                   | Total                    | 3 431 | 100,00 / 100,00 |
| Eleitorado/Participação | Eleitorado/Participação  | 6 321 | 54,28 / 100,00  |

| Freguesia              | %     | %     | %     | %    | %    | %    | %    | %    | %    | %    | Votantes |
| Freguesia              | MRS   | ASN   | MM    | MBR  | ES   | VS   | PM   | HN   | JS   | CF   | Votantes |
| ---------------------- | ----- | ----- | ----- | ---- | ---- | ---- | ---- | ---- | ---- | ---- | -------- |
| Atalaia                | 34,23 | 30,40 | 16,60 | 7,28 | 6,26 | 2,94 | 1,66 | 0,38 | 0,13 | 0,13 | 801      |
| Praia do Ribatejo      | 44,42 | 28,68 | 13,07 | 3,93 | 3,05 | 3,68 | 1,52 | 0,76 | 0,51 | 0,38 | 808      |
| Tancos                 | 32,58 | 39,39 | 10,61 | 7,58 | 5,30 | 2,27 | 1,52 | 0    | 0    | 0,76 | 135      |
| Vila Nova da Barquinha | 40,58 | 28,35 | 15,20 | 4,30 | 4,85 | 3,76 | 2,06 | 0,48 | 0,24 | 0,18 | 1 687    |
| Vila Nova da Barquinha | 39,68 | 29,34 | 14,85 | 5,04 | 4,77 | 3,49 | 1,82 | 0,51 | 0,27 | 0,24 | 3 431    |